# Walter Sawitzky
Walter Sawitzky född 5 december 1892 i Riga Lettland död 27 januari 1950 i Staffelstein Västtyskland, tysk författare och manusförfattare.

## Filmmanus
- 1938 – Pengar från skyn
- 1938 – Geld fällt vom Himmel